# Седулій Скот
Седулій Скот (Sedulius Scottus; д/н після 874) — ірландський теолог, поет, письменник та граматик.

## Життєпис
Народився на острові Ірландії. Ймовірно належав до скотів (предків ірландців). Тут став ченцем, здобув гарну освіту. Власне ім'я його було ймовірно Сіадхал або Суадбар, яке латинізовано в Седулія.
Перша письмова згадка про нього відноситься до 848 року, коли Седулій прибув до Карла Лисого, короля Західно-Франкського королівства, в складі посольства верховного короля Ірландії Маель-Шехналя.
При заступництві єпископів Гартгарія та Франіона заснував школу в Льєжі при соборі Св. Ламберта. Там же навчав синів франкського імператора Лотаря I — Лотаря і Карла.
Можливо у 860-х роках подорожував до північної Італії, зокрема Мілану. Остання згадка відноситься до 874 року.

## Творчість
Написав для принців з династії Каролінгіа прозіметром «Книгу про християнських правителів» (Liber de rectoribus christianis), в жанрі «королівського свіцадо» (speculum principum), в якій відбиваються паралелі з «Втіхою філософією» Боеція та трактатом «Про дванадцять зловживань в миру».
Автор коментарів до давньоримських граматик Євтихія, Прісціана і Елія Доната (до «Малої граматики» та «Великій граматиці»).
Також є автором коментарів до Євангелій від Матвія, Марка, Луки та до Послання апостола Павла (Collectanea in omnes Pauli epistulas). В останніх наводяться тексти засновника єресі пелагіанства — Пелагія, що діяв в Ірландії.
У компіляції цитат (з коментарями) з латинських авторів Collectaneum miscellaneum («Збірка різного») Седулій посилається на 8 творів Марка Туллія Цицерона. Уривки з промови «На захист Пизона» (In Pisonem) збереглися лише завдяки цитатам в цій збірці.
З філософських робіт Седулій найбільш значний коментар до твору Порфирія «Введення» до «Органон» Аристотеля.
Седулію також приписують поетична збірка «Carmina», що складається з 83 віршів. Деякі вірші пов'язують автора з Північним Уельсом і, ймовірно, написані до приходу на континент. Одне з них, «Про розгром норманів» — урочистий гімн, приурочений до перемоги над вікінгами в Уельсі, який розповідає про загибель ватажка вікінгів Гормра. Цікавим є поетичне послання «Nos sitis atque fames …» ("Нас спрага і голод … ") до льєзького єпископа Гартгарія. Тут, використовуючи художні засоби буколічних жанру, Седулій створює комічний вірш, щось подібне до антиеклоги.
На основі Євангелій створив поетичним епос «De Quodam Verbece a Cane Discerpto» (вислів взято з «Енеїди» Вергілія). Іншим поезією став вірш «Flamina Nos Boreae», який ймовірно було написано перед або після прибуття до континентальної Європи.